# 안타륵토펠타
안타륵토펠타(Antarcopelta)는 백악기 후기에 서식했던 몸길이가 4m보다 약간 작은 중형 곡룡류이다. 속명의 뜻은 '남극의 방패'를 의미한다.

## 특징

인간과의 크기 비교

가장 최초로 1986년 남극의 제임스 로스 섬에서 발견된 공룡이며, 몸길이는 약 4m 미만에 체중은 약 350kg 미만일 것으로 추정된다. 뾰족하고 오돌토돌한 등껍질이 등 부분을 감싸서 보호해 주었으며, 머리 위에 작은 뿔이 하나 달려 있었다.